# Valam
Valam (nep. भलाम) – gaun wikas samiti w zachodniej części Nepalu w strefie Gandaki w dystrykcie Kaski. Według nepalskiego spisu powszechnego z 2001 roku liczył on 576 gospodarstw domowych i 2658 mieszkańców (1436 kobiet i 1222 mężczyzn).